# Sarah Winckless
Sarah Winckless, född den 18 oktober 1973, är en brittisk roddare.
Hon tog OS-brons i dubbelsculler i samband med de olympiska roddtävlingarna 2004 i Aten.